# 渋谷俊彦
渋谷 俊彦（しぶや としひこ、1942年（昭和17年）2月28日 - ）は、日本の政治家。鹿児島県出水市長（新市制、3期）、出水市長（旧市制、2期）、出水市議会議員（旧市制、4期）などを歴任した。
先祖は渋谷氏。（出水郷土史に因る）

## 来歴
鹿児島県出水市出身。1967年（昭和42年）2月、東洋大学経済学部卒業。1968年（昭和43年）4月から1972年（昭和47年）12月まで池田清志衆議院議員の秘書を務めた。同年同月から1974年（昭和49年）3月まで自由民主党東京都連事務局職員および鯨岡兵輔衆議院議員の秘書を務めた。
1982年（昭和57年）11月から1995年（平成7年）3月まで旧出水市議会議員を4期務めた。
1999年（平成11年）6月19日、旧出水市長に就任。2003年（平成15年）、再選。
2006年（平成18年）3月13日、旧出水市と野田町、高尾野町が合併し新市制の出水市が誕生。これに伴って行われた4月16日告示、4月23日投票の市長選挙に立候補し無投票で初当選した。
2010年（平成22年）、前市議の北御門伸彦を破り再選。2014年（平成26年）、前回戦った北御門を破り3選。
2022年11月3日、秋の叙勲において、旭日中綬章を受章した。